# Mitschurina
Mitschurina (russisch Мичурина) ist ein Dorf (posjolok) in Südrussland. Es gehört zur Republik Adygeja und hat 80 Einwohner (Stand 2019). Im Ort gibt es 2 Straßen. Mitschurina liegt 9 km südlich von Tulski (dem Verwaltungszentrum des Bezirks) auf der Straße. Schuntuk ist der nächstgelegene ländliche Ort.